# Envisat-Eisstrom
Der Envisat-Eisstrom ist ein Eisstrom an der English-Küste des Palmerlands im Südteil der Antarktischen Halbinsel. Er fließt nordwestlich des Mount Vang in westlicher Richtung zum George-VI-Schelfeis im George-VI-Sund.
Das UK Antarctic Place-Names Committee benannte ihn 2018. Namensgeber sind der Envisat-Satellit, der bei der Fernerkundung der Antarktis zum Einsatz kam.